# Viorica Agarici
Viorica Agarici (1866-1979) fue una enfermera rumana, jefa de la Cruz Roja local de la ciudad de Roman durante la Segunda Guerra Mundial y el régimen de Ion Antonescu. En su calidad de protectora de la población judía durante el Holocausto en su país, forma parte de los rumanos considerados Justos entre las Naciones, conmemorados por los israelíes en Yad Vashem.

## Familia
Viorica Agarici era hija de un antiguo alcalde de Roman, conocido por haber intervenido en favor de los judíos y haberlos ayudado a construir la sinagoga local y una escuela moderna. También fue la madre de Horia Agarici, un destacado piloto de la Real Fuerza Aérea Rumana.

## Ayuda a los judíos
La noche del 2 de julio de 1941, luego de haber atendido a los soldados de las Fuerzas Terrestres Rumanas, que venían del frente oriental, escuchó unos lamentos provenientes de un tren que transportaba a los judíos sobrevivientes del pogromo de Iași. Los deportados, hacinados, estaban de camino a Călărași sin agua ni comida. Varios de ellos habían muerto antes de llegar a Roman, en el viaje desde Iaşi, que normalmente llevaba dos horas. Ese transporte estaba supervisado por la gendarmería, fue descrito como un «tren de la muerte». Los gendarmes, instigados por el segundo teniente Aurel Triandaf y el suboficial Anastase Bratu, impedían el acceso de los prisioneros al agua y dispararon a aquellos que intentaba obtenerla. Al mismo tiempo, muchos civiles locales y soldados intentaron vender agua a los prisioneros a precios exorbitantes, mientras que las tropas (locales y alemanas) les arrojaban piedras.
Gracias a las ventajas de su posición, Agarici solicitó permiso para brindarles agua y comida a los pasajeros, dejarlos lavarse y quitar los cadáveres. La Cruz Roja rumana y algunos voluntarios judíos de la localidad colaboraron en esta primera operación de ayuda y lograron retrasar el tren por un día entero. Según un testimonio, Agarici en realidad ordenó a las tropas que obedecieran, cosa que hicieron por el respeto que tenían por su hijo. El 4 de julio todos los prisioneros judíos fueron trasladados a otro tren y recibieron agua y comida. Pese a la mejora de las condiciones, 75 fallecieron durante el viaje, y 69 un tiempo después. De los 2 530 pasajeros obligados a subirse al tren por la fuerza en Iaşi, solo 1 011 seguían vivos en Călăraşi. Es probable que el número original fuera aún mayor y que los oficiales hayan contado menos bajas de las que verdaderamente hubo, ya que no quedó evidencia de los cadáveres arrojados desde el tren.
La comunidad de Roman condenó con vehemencia las acciones de Agarici, lo que la obligó a renunciar y mudarse a Bucarest. Parece ser que inmediatamente se la consideró una heroína y se expandieron por todo el país los rumores sobre sus actos. En 1947, tres años después del golpe de Estado que acabó con el gobierno de Antonescu, Aurel Triandaf recibió una sentencia de cadena perpetua y trabajos forzados por crímenes de guerra y crímenes contra la paz.

## Reconocimientos
Junto con el reconocimiento de Yad Vashem, Agarici recibió varios tributos locales: la estación de tren de Roman aloja su busto y una placa conmemorativa y en el verano de 2005 se honró su recuerdo a través de una ceremonia organizada por las autoridades de la ciudad y representantes de la comunidad judía. También fue reconocida por el rabino Alexandru Șafran, el líder de la comunidad judía durante la Segunda Guerra Mundial, que la citó entre «la gente humana en tiempos inhumanos»; en esta lista también figuraba la reina Elena de Grecia.